# Wahlkreis Steglitz-Zehlendorf 7
Der Wahlkreis Steglitz-Zehlendorf 7 ist ein Abgeordnetenhauswahlkreis in Berlin. Er gehört zum Wahlkreisverband Steglitz-Zehlendorf und umfasst die Gebiete Potsdamer Chaussee, Mexikoplatz, Spanische Allee, Königstraße, Wilhelmplatz, Kohlhasenbrück und Steinstücken in den Ortsteilen Zehlendorf, Nikolassee, Schlachtensee und Wannsee.

## Abgeordnetenhauswahl 2023
Bei der Wahl zum Abgeordnetenhaus von Berlin 2023 traten folgende Kandidaten an:
| Name                              | Partei           | Anteil der Erststimmen | Anteil der Zweitstimmen |
| --------------------------------- | ---------------- | ---------------------- | ----------------------- |
| Stephan Standfuß                  | CDU              | 40,1 %                 | 38,3 %                  |
| Susanne Mertens                   | Grüne            | 19,9 %                 | 18,2 %                  |
| Andreas Linde                     | SPD              | 18,5 %                 | 18,7 %                  |
| Sebastian Czaja                   | FDP              | 10,2 %                 | 10,7 %                  |
| Beate Prömm                       | AfD              | 04,4 %                 | 04,8 %                  |
| Gerald Bader                      | Die Linke        | 03,1 %                 | 04,1 %                  |
| Belde-Belinda Lipp-Holstein       | Tierschutzpartei | 01,9 %                 | 01,5 %                  |
| Erik Westmann                     | Die PARTEI       | 00,8 %                 | 00,5 %                  |
| Rainer Dörfert                    | dieBasis         | 00,7 %                 | 00,6 %                  |
| Klaus-Peter von Lüdeke            | Freie Wähler     | 00,3 %                 | 00,1 %                  |
| –                                 | Volt             | –                      | 01,1 %                  |
| –                                 | Sonstige         | –                      | 01,4 %                  |
| Wahlberechtigte: 29.416 Einwohner |                  |                        |                         |
| Wahlbeteiligung: 77,0 %           |                  |                        |                         |

## Abgeordnetenhauswahl 2021
Bei der im Nachhinein für ungültig erklärten Wahl zum Abgeordnetenhaus von Berlin 2021 traten folgende Kandidaten an:
| Name                              | Partei           | Anteil der Erststimmen | Anteil der Zweitstimmen |
| --------------------------------- | ---------------- | ---------------------- | ----------------------- |
| Stephan Standfuß                  | CDU              | 30,7 %                 | 28,9 %                  |
| Susanne Mertens                   | Grüne            | 22,3 %                 | 19,9 %                  |
| Andreas Linde                     | SPD              | 20,1 %                 | 20,2 %                  |
| Sebastian Czaja                   | FDP              | 14,1 %                 | 14,1 %                  |
| Beate Prömm                       | AfD              | 03,9 %                 | 04,2 %                  |
| Gerald Bader                      | Die Linke        | 03,3 %                 | 04,7 %                  |
| Belde-Belinda Lipp-Holstein       | Tierschutzpartei | 01,9 %                 | 01,3 %                  |
| Rainer Dörfert                    | dieBasis         | 01,5 %                 | 01,3 %                  |
| Erik Westmann                     | Die PARTEI       | 01,3 %                 | 00,9 %                  |
| Klaus-Peter von Lüdeke            | Freie Wähler     | 00,9 %                 | 00,7 %                  |
| –                                 | Volt             | –                      | 01,5 %                  |
| –                                 | Sonstige         | –                      | 02,3 %                  |
| Wahlberechtigte: 29.712 Einwohner |                  |                        |                         |
| Wahlbeteiligung: 86,2 %           |                  |                        |                         |

## Abgeordnetenhauswahl 2016
Bei der Wahl zum Abgeordnetenhaus von Berlin 2016 traten folgende Kandidaten an:
| Name                              | Partei           | Anteil der Erststimmen | Anteil der Zweitstimmen |
| --------------------------------- | ---------------- | ---------------------- | ----------------------- |
| Stephan Standfuß                  | CDU              | 30,9 %                 | 27,1 %                  |
| Barbara Loth                      | SPD              | 23,4 %                 | 19,1 %                  |
| Nina Stahr                        | Grüne            | 17,0 %                 | 16,8 %                  |
| Kerstin Breidenbach               | FDP              | 12,4 %                 | 16,5 %                  |
| Sabine Gollombeck                 | AfD              | 10,0 %                 | 10,2 %                  |
| Gerald Bader                      | Die Linke        | 04,7 %                 | 05,7 %                  |
| Bettina Günter                    | Piraten          | 01,5 %                 | 00,9 %                  |
| –                                 | Tierschutzpartei | 0–                     | 01,4 %                  |
| –                                 | Sonstige         | 0–                     | 02,3 %                  |
| Wahlberechtigte: 29.983 Einwohner |                  |                        |                         |
| Wahlbeteiligung: 79,9 %           |                  |                        |                         |

## Abgeordnetenhauswahl 2011
Bei der Wahl zum Abgeordnetenhaus von Berlin 2011 traten folgende Kandidaten an:
| Name                              | Partei          | Anteil der Erststimmen | Anteil der Zweitstimmen |
| --------------------------------- | --------------- | ---------------------- | ----------------------- |
| Michael Braun                     | CDU             | 44,4 %                 | 41,0 %                  |
| Holger Thärichen                  | SPD             | 27,1 %                 | 21,9 %                  |
| Felicitas Kubala                  | Grüne           | 20,6 %                 | 21,8 %                  |
| Klaus-Peter von Lüdeke            | FDP             | 03,0 %                 | 04,0 %                  |
| Pia Imhof-Speckmann               | Die Linke       | 02,0 %                 | 02,2 %                  |
| Norbert Korr                      | Pro Deutschland | 01,4 %                 | 00,6 %                  |
| Ulf Stange                        | Die Freiheit    | 01,1 %                 | 00,7 %                  |
| Daniela Matthes                   | BüSo            | 00,3 %                 | 00,1 %                  |
| –                                 | Piraten         | –                      | 05,3 %                  |
| –                                 | Sonstige        | –                      | 02,4 %                  |
| Wahlberechtigte: 30.086 Einwohner |                 |                        |                         |
| Wahlbeteiligung: 76,2 %           |                 |                        |                         |

## Abgeordnetenhauswahl 2006
Bei der Wahl zum Abgeordnetenhaus von Berlin 2006 traten folgende Kandidaten an:
| Name                              | Partei         | Anteil der Erststimmen |
| --------------------------------- | -------------- | ---------------------- |
| Michael Braun                     | CDU            | 39,9 %                 |
| Holger Thärichen                  | SPD            | 30,7 %                 |
| Irmgard Franke-Dreßler            | Grüne          | 12,5 %                 |
| Klaus-Peter von Lüdeke            | FDP            | 11,8 %                 |
| Wolfgang Pansegrau                | WASG           | 01,9 %                 |
| Nick Hauskeller                   | Die Linke      | 01,6 %                 |
| Adalbert Ding                     | Bildungspartei | 01,3 %                 |
| Frank Hahn                        | BüSo           | 00,3 %                 |
| Wahlberechtigte: 29.953 Einwohner |                |                        |
| Wahlbeteiligung: 74,5 %           |                |                        |

## Abgeordnetenhauswahl 2001
Bei der Wahl zum Abgeordnetenhaus von Berlin 2001 traten folgende Kandidaten an:
| Name                              | Partei   | Anteil der Erststimmen |
| --------------------------------- | -------- | ---------------------- |
| Michael Braun                     | CDU      | 36,3 %                 |
| Holger Thärichen                  | SPD      | 32,9 %                 |
| Klaus-Peter von Lüdeke            | FDP      | 16,2 %                 |
| Camilla Werner                    | Grüne    | 10,7 %                 |
| Gerhard Bombal                    | PDS      | 02,8 %                 |
| Jörg Blichmann                    | Die Flut | 01,1 %                 |
| Wahlberechtigte: 36.229 Einwohner |          |                        |
| Wahlbeteiligung: 81,1 %           |          |                        |

## Abgeordnetenhauswahl 1999
Bei der Wahl zum Abgeordnetenhaus von Berlin 1999 traten folgende Kandidaten an:
| Name                              | Partei              | Anteil der Erststimmen |
| --------------------------------- | ------------------- | ---------------------- |
| Michael Braun                     | CDU                 | 55,0 %                 |
| Irmtraud Schlosser                | SPD                 | 25,2 %                 |
| Camilla Werner                    | Grüne               | 11,0 %                 |
| Klaus-Peter von Lüdeke            | FDP                 | 03,9 %                 |
| Gerhard Bombal                    | PDS                 | 02,3 %                 |
| Uwe Herrmann                      | BFB – Die Offensive | 01,0 %                 |
| Hagen Kilburg                     | Graue               | 00,9 %                 |
| Ina-Maria Raschen                 | Naturgesetz         | 00,6 %                 |
| Wahlberechtigte: 36.362 Einwohner |                     |                        |
| Wahlbeteiligung: 79,2 %           |                     |                        |

## Abgeordnetenhauswahl 1995
Vor ihrer Fusion hatten der Bezirk Steglitz und der Bezirk Zehlendorf bei der Abgeordnetenhauswahl 1995 insgesamt acht Wahlkreise, seit 1999 sind es sieben. Ein direkter Vergleich ist daher nicht möglich.

## Bisherige Abgeordnete
Direkt gewählte Abgeordnete des Wahlkreises Steglitz-Zehlendorf 7 (bis 1999: Zehlendorf 2):
| Jahr | Name             | Partei | Anteil der Erststimmen |
| ---- | ---------------- | ------ | ---------------------- |
| 2023 | Stephan Standfuß | CDU    | 40,1 %                 |
| 2021 | Stephan Standfuß | CDU    | 30,7 %                 |
| 2016 | Stephan Standfuß | CDU    | 30,9 %                 |
| 2011 | Michael Braun    | CDU    | 44,4 %                 |
| 2006 | Michael Braun    | CDU    | 39,9 %                 |
| 2001 | Michael Braun    | CDU    | 36,3 %                 |
| 1999 | Michael Braun    | CDU    | 55,0 %                 |